# Списък на български телевизионни театрални постановки
- „Букет цветя“ (1960) – миниатюра по едноименния разказ на Драгомир Асенов, сц. и реж. Павел Павлов
- „Дама пика“ (1960) – миниатюра по А. С. Пушкин, реж. Павел Павлов
- „Девойка с кърчаг“ (1960) – по Лопе де Вега, сц. и реж. Павел Павлов (играна и излъчена на живо на 28.12.1960 г.; не е записана)
- „Женитба“ (1960) – по Гогол, сц. и реж. Павел Павлов (играна и излъчена на живо на 28.12.1960 г.; не е записана)
- „Както ви се харесва“ (1960) – по Уилям Шекспир, сц. и реж. Павел Павлов (играна и излъчена на живо на 28.12.1960 г.; не е записана)
- „Нос“ (1960) – миниатюра по Николай Гогол, реж. Павел Павлов
- „Платено“ (1960) – по Йордан Йовков, реж. Павел Павлов
- „Последна нощ“ (1960) – от Лео Конфорти и Димитър Бочев, реж. Неделчо Чернев (играна на живо на 15.10.1960 г.; не е записана; това е първата тв театрална постановка в българския ефир)
- „Хотел Танатос“ (1960) – миниатюра по Андре Мороа, реж. Павел Павлов
- „Барабанчица“ (1961) – (спектакъл на Народния театър за младежта, излъчен на живо; не е записан)
- „Бдителният страх“ (1961) – интермедия от Сервантес, реж. Павел Павлов
- „Кандидати на славата“ (1961) – от Иван Вазов, реж. Павел Павлов
- „Саламанската пещера“ (1961) – интермедия от Сервантес, реж. Павел Павлов
- „Юнгфрау“ (1961) – по едноименната новела на Богомил Райнов, реж. Неделчо Чернев
- „Вечери в Антимовския хан“ (1962) – по Йордан Йовков, реж. Павел Павлов
- „Последната минута“ (1962) – реж. Асен Траянов (не е запазен)
- „Произшествие на тихата улица“ (1962) – по едноименната повест на Павел Вежинов, реж. Неделчо Чернев
- „Усилие“ (1962) – от Никола Русев, реж. Неделчо Чернев
- „Българи от старо време“ (1963) – по Любен Каравелов, реж. Павел Павлов
- „Кредит при Нибелунгите“ (1963) – от Фриц Кун, реж. Павел Павлов (I реализация, играна и излъчена на живо)
- „Напразни усилия на любовта“ (1963) – от Уилям Шекспир, реж. Павел Павлов
- „Болничната стая“ (1964) – реж. Нина Минкова
- „Вечерен гост“ (1964) – сц. Павел Вежинов и Костадин Кюлюмов, реж. Георги Аврамов
- „Един човек се завръща от миналото“ (1964) – сц. Богомил Райнов, реж. Методи Андонов
- „Когато гръм удари“ (1964) – по П. К. Яворов, реж. Вили Цанков
- „Кредит при Нибелунгите“ (1964) – от Фриц Кун, реж. Павел Павлов (II реализация, играна и излъчена на живо)
- „Пътешествието на синята стрела“ (1964) – от Джани Родари (за деца)
- „Смуглата лейди от сонетите“ (1964) – от Бърнард Шоу, реж. Павел Павлов
- „Бягство в новогодишната нощ“ (1965) – сц. Михаил Тонецки, реж. Ангел Вълчанов
- „Гостилничарката Мирандолина“ (1965) – от Голдони, реж. Бл. Стратев
- „Дванайсет разгневени мъже“ (1965) – реж. Вили Цанков
- „Кристалната пантофка“ (1965) – от Тамара Габе, реж. Асен Траянов
- „Милионерът“ (1965) – от Йордан Йовков, реж. А. Михайлов
- „Амброзио убива времето“ (1966) – първият мюзикъл по БНТ, от Артур Фоке, реж. Любен Морчев
- „В деня на сватбата“ (1966) – сц. Виктор Розов, реж. Николай Люцканов
- „Политикани" (1966) - от Рачо Стоянов, реж. Любен Морчев
- „Всекиму заслуженото“ (1966) – сц. Самуел Альошин, реж. Асен Траянов
- „Дворът с люлките“ (1966) – сц. Димитър Гулев, реж. Любен Морчев
- „Извънреден посланик“ (1966) – по Ариадна и Пьотр Тур, реж. Наско Абаджиев
- „Кучета“ (1966) – по Николай Хайтов (I реализация, играна на живо; не е записана)
- „Късметлията“ (1966) – памфлетен водевил по Юлия Шаморел, реж. Ангел Вълчанов
- „Полунощ след пет минути“ (1966) – реж. Алберт Анжел
- „Случка от лятото“ (1966) – сц. Димитър Гулев, реж. Любен Морчев
- „Антигона“ (1967) – от Софокъл, реж. Павел Павлов
- „Гърнето“ (1967) – от Плавт, реж. Павел Павлов
- „Искрици от огнището“ (1967) – сц. Николай Хайтов, реж. Благой Стратев
- „Лизистрата“ (1967) – от Аристофан, реж. Павел Павлов
- „На дневна светлина“ (1967) – реж. Павел Резников (запазени само 12 минути)
- „Новият“ (1967) – сц. Марек Домански, реж. Благой Стратев
- „Оле затвори очички“ (1967) – от Х. К. Андерсен, реж. Павел Павлов (за деца)
- „Операция Вега“ (1967) – по Фридрих Дюренмат, реж. Вили Цанков
- „Прометей“ (1967) – от Есхил, реж. Павел Павлов
- „Рози за д-р Шомов“ (1967) – сц. Драгомир Асенов (запазени само 12 минути)
- „Театралният директор“ (1967) – мюзикъл, реж. Николай Николов
- „Дворът с люлките" (1967) – (II част на Случка от лятото) – сц. Димитър Гулев и Любен Морчев, реж. Любен Морчев
- „Тънка нишка“ (1967) – по Андрей Яковлев и Яков Наумов, сц. и реж. Николай Люцканов
- „Адвокатът Пиер Патлен“ (1968) – реж. Павел Павлов
- „Албена“ (1968) – по едноименния разказ на Йордан Йовков, реж. Магда Каменова
- „Кучета“ (1968) – по Николай Хайтов (II реализация), реж. Николай Люцканов
- „Марсианска хроника“ (1968) – по Рей Бредбъри, сц. Васил Монов, реж. Орфей Цоков
- „Ромео, нима още живееш“ (1968) – сц. Панчо Панчев, реж. Любен Морчев
- „Светът е малък“ (1968) – сц. Иван Радоев, реж. Вили Цанков и Петър Янков
- „Човекът от Ла Манча“ (1968) – сц. Даниел Васерман, реж. Асен Траянов
- „Чудото с Теофил“ (1968) – от Рютбьоф, реж. Павел Павлов
- „Дванайсетте стола“ (1969) – по едноименното произведение на Иля Илф и Евгений Петров
- „Машенка“ (1969)– от Александър Афиногенов, реж. Любен Морчев
- „Журналистика в Тенеси“ (1969) – реж. Методи Андонов
- „Недорасъл“ (1969) – сц. Денис Фонвизин, реж. Светозар Донев
- „Немили-недраги“ (1969) – по Иван Вазов, сц. и реж. Любен Морчев
- „Новогодишна шега“ (1969) – сц. Мориц Йомтов, реж. Нейчо Попов
- „Паганини на тромпет“ (1969) – от Никола Русев, реж. Любен Морчев
- „Провинциалистката“ (1969) – от Тургенев, реж. Павел Павлов
- „Ръка Илиева“ (1969) – по Стоян Загорчинов, реж. Ангел Вълчанов
- „Саламейският съдия“ (1969) – по откъси от едноименното произведение на Калдерон, реж. Павел Павлов
- „Севилският прелъстител“ (1969) – по откъси от едноименното произведение на Тирсо де Молина, реж. Павел Павлов
- „Слон“ (1969) – миниатюра, реж. Младен Младенов
- „Страниците оживяват“ (1969) – по приказката „Патрик Простия“, реж. Асен Траянов
- „Урок по география“ (1969) – миниатюра по Бранислав Нушич, реж. Лиляна Пенчева
- „Юнаци с умни калпаци“ (1969) – от Никола Русев, реж. Борис Тафков
- „Ямурлукът“ (1969) – по едноименния разказ на Йордан Радичков, реж. Димитър Пунев
- „Белият лъч“ (1970) – сц. Олга Кръстева, реж. Павел Павлов
- „Чудесната тройка“ (1970) – от Владимир Голев, реж. Любен Морчев
- „Весела антология“ (1970) – миниатюри по произведения на Иван Вазов, Елин Пелин и Йордан Йовков, реж. Стефан Димитров
- „Весели гости“ (1970) – миниатюри по сц. на А. Кудрянски, Арт Бъкуалд, И. Вилинска и А. Хайт, реж. Георги Аврамов
- „Вражалец“ (1970) – по Ст. Л. Костов, реж. Любен Морчев
- „Вълкът и Червената шапчица“ (1970) – хумористична миниатюра, сц. Васил Цонев, реж. Орфей Цоков
- „Гълъбицата“ (1970) – по Алексей Коломец, реж. Нушка Григорова
- „Диалози“ (1970) – по Кръстю Пишурка, сц. Васил Коцев, реж. Нина Минкова
- „Кеят на малките кораби“ (1970) – от Борис Априлов, реж. Павел Павлов (за деца)
- „Малтийският евреин“ (1970) – от Кристофър Марлоу, реж. Павел Павлов
- „Митрофан и Дормидолски“ (1970) – по Иван Вазов, реж. Любен Морчев
- „Момиченцето и кралете“ (1970) – от Борис Рябкин, реж. Любен Морчев
- „Персонален магнетизъм“ (1970) – миниатюра по О'Хенри, сц. Галя Бъчварова, реж. Нина Минкова
- „Пипи Дългото чорапче“ (1970) – по Астрид Лингрен, сц. Виолета Илиева, реж. Павел Павлов (за деца)
- „Разпаленият въглен“ (1970) – сц. Лозан Стрелков, реж. Димитрина Гюрова и Николай Савов
- „Сред героите на Йовков“ (1970) – миниатюри по разкази на Йордан Йовков, сц. и реж. Васил Кисимов
- „Трагичната история на д-р Фауст“ (1970) – от Кристофър Марлоу, реж. Павел Павлов
- „Чудовището от Самарканд“ (1970) – приказка сц. Любен Морчев, реж. Любен Морчев
- „Хамлет“ (1970) – драматизация на откъси от едноименното произведение на Уилям Шекспир
- „Битката за Преслав“ (1971) – сц. Радко Радков, реж. Анастас Михайлов
- „Вампир“ (1971) – от Антон Страшимиров, реж. Георги Аврамов
- „Малкият и Големият Клаус“ (1971) – мюзикъл по едноименната приказка на Ханс Кристиан Андерсен, реж. Любен Морчев
- „Дванайсетте месеца“ (1971) – по едноименната приказка на Самуел Маршак, реж. Павел Павлов (за деца)
- „Две тъжни истории за любовта“ (1971) – по Антон Чехов, реж. Петър Янков, постановка Галина Волчек
- „Дипломат“ (1971) – сц. Самуел Альошин, реж. Борис Бозаков
- „Само ние няма да сме същите“ (1971) – от Никола Русев, реж. Любен Морчев
- „... И компания“ (1971) – сц. Разчиков, реж. Нина Минкова
- „Кардашев на лов“ (1971) – по Иван Вазов, сц. Георги Пасков, стихове: Рашко Стойков, реж. Нина Минкова
- „Неродена мома“ (1971) – сц. Иванка Милева-Даковска, реж. Лиляна Тодорова
- „Опечалена фамилия“ (1971) – по Бранислав Нушич, реж. Лиляна Батулева
- „Портрет от Чудомирови разкази“ (1971) – по разкази на Чудомир, сц. и реж. Васил Кисимов
- „Празни мисли на един празен човек“ (1971) – миниатюра по Джером К. Джером, сц. Галя Бъчварова, реж. Нина Минкова
- „Рожден ден“ (1971) – от Драгомир Асенов, реж. Николай Савов
- „Петлето“ (1971) – от Никола Русев, реж. Любен Морчев
- „Свети, но не грее“ (1971) – по Николай Островски, реж. Ангел Вълчанов
- „Сид“ (1971) – по Пиер Корней, реж. Димитрина Гюрова и Николай Савов
- „Слуга на много господари“ (1971) – хумористична миниатюра, сц. Николай Булев, реж. Алберт Анжел
- „Виждали ли сте някога река?“ (1972) – миниатюра, сц. и реж. Ангел Вълчанов
- „Дядото на Салваторе“ (1972) – сц. братя Мормареви, реж. Арон Аронов
- „Двубоят на столетието“ (1972) – от Аркадий Ваксберг, реж. Любен Морчев
- „Житни зърна в плява“ (1972) – миниатюри по Йордан Радичков, реж. Хачо Бояджиев
- „Ивайло“ (1972)
- „Козя пътека“ (1972) – мюзикъл по Йордан Радичков, реж. Хачо Бояджиев
- „Колекционери“ (1972) – миниатюра по Роалд Дал, сц. Кеворк Кеворкян, реж. Георги Стоев
- „Целувката на Юда“ (1972) – I и II част, от Дашиъл Хамет, реж. Любен Морчев
- „Но преди да станем големи“ (1972) – сц. Владимир Голев, реж. Кирил Каменов
- „Палто от визон“ (1972) – миниатюра по Роалд Дал
- „Скъперникът“ (1972) – по едноименната пиеса на Молиер, реж. Павел Павлов
- „Тайната на младостта“ (1972) – от Миклош Дярваш, реж. Богдан Сърчаджиев
- „Тя и той“ (1972) – по Михаил Рошчин, реж. Магда Каменова
- „Лодка в гората“ (1972) – по Николай Хайтов, реж. Любен Морчев
- „Училище за сплетни“ (1972) – по едноименната пиеса на Ричард Шеридан, реж. Павел Павлов
- „Българи от старо време“ (1973) – по едноименната повест от Любен Каравелов, реж. Теодоси Попов
- „Годеж“ (1973) – миниатюра по Алеко Константинов, реж. Магда Каменова
- „Змейова сватба“ (1973) – от Петко Тодоров, реж. Ребека Арсениева
- „Луди пари“ (1973) – сц. и реж. Лев Елагин
- „Не подлежи на обжалване“ (1973) – сц. Лозан Стрелков, реж. Димитрина Гюрова и Николай Савов
- „Игра на любовта и случая“ (1973) – от Мариво, реж. Любен Морчев
- „Нечистата сила“ (1973) – сц. и реж. Асен Траянов
- „Ние, духовата музика“ (1973) – мюзикъл, сц. Йордан Радичков, реж. Младен Младенов
- „Рози за д-р Шомов“ (1973) – сц. Драгомир Асенов, реж. Димитрина Гюрова и Николай Савов (II реализация)
- „Севилският бръснар“ (1973) – мюзикъл по пиесата на Пиер дьо Бомарше, реж. Павел Павлов
- „Насила лекар“ (1973) – от Молиер, реж. Любен Морчев
- „Смърт сутринта“ (1973) – сц. Клаус Айдман, реж. Павел Павлов
- „Азот“ (1974) – по Рене де Обалдия, реж. Светла Фингова
- „Банята“ (1974) – сц. Стефан Шечерович, реж. Роксена Кирчева
- „Война в джунглата“ (1974) – драматизация за деца по Димитър Подвързачов, стихове Банчо Банов, реж. Любен Морчев
- „Жена премина кръстопътя“ (1974) – от Антон Антонов-Тонич
- „Идентификация“ (1974) – сц. Свобода Бъчварова
- „Криворазбраната цивилизация“ (1974) – мюзикъл, сц. Рашко Стойчев по едноименната пиеса на Добри Войников, реж. Хачо Бояджиев
- „Малакова“ (1974) – сц. Рашко Стойчев по П. Р. Славейков, реж. Нина Минкова
- „Машинописци“ (1974) – от Мърей Шийзгал, реж. Апостол Карамитев
- „Измама със смъртта“ (1974) – I и II част, от Димитър Пеев, реж. Любен Морчев
- „Посещението на един инспектор“ (1974) – по Джон Пристли, реж. Асен Траянов
- „Телерезада“ (1974) – мюзикъл, сц. Хачо Бояджиев и Дечо Таралежков, реж. Хачо Бояджиев
- „Тойфеловата кула“ (1974) – сц. Богомил Герасимов, реж. Нина Минкова
- „Цар и водопроводчик“ (1974) – сатирична буфоопера, реж. Николай Петков
- „Цилиндъра“ (1974) – от Едуардо де Филипо, реж. Роксена Кирчева
- „Съд на честта“ (1974) – от Рангел Игнатов, реж. Любен Морчев
- „Черната стрела“ (1974) – сц. Йордан Добрев, реж. Начко Абаджиев
- „Забравете Херострат“ (1975) – сц. Григорий Горин, реж. Ангел Вълчанов
- „Крепостта на безсмъртните“ (1975) – сц. Светослав Славчев, постановка Цветан Цветков
- „Лисичета“ (1975) – сц. Лилиян Хелман, реж. Асен Траянов
- „Ловчанският владика“ (1975) – мюзикъл по творбата „Ловчанският владика или беля на ловчанския сахатчия“ (1863) на Теодосий Икономов, сц. Найден Вълчев, реж. Петър Янков, постановка Анастас Михайлов
- „Мотопедът“ (1975) – от Недялко Йорданов, реж. Любен Морчев
- „Нос“ (1975) – по едноименната повест на Николай Гогол, реж. Павел Павлов
- „Племенникът на Рамо“ (1975) – драматизация на част от едноименното произведение на Дени Дидро, сц. Росица Буркова, реж. Ангел Вълчанов
- „Престолът“ (1975) – по Иван Вазов, постановка Нина Минкова
- „Убийство в библиотеката“ (1975) – сц. Брягинский и Рязанов, реж. Асен Траянов
- „Хладилник с педали“ (1975) – по Веркор и Чоронел, сц. Христо Цачев, реж. Орфей Цоков
- „Женитба“ (1975)– от Николай Гогол, реж. Любен Морчев
- „Човекът, който донесе дъжд“ (1975) – по пиесата на Н. Ричард Неш, реж. Орфей Цоков
- „В Чинцано всичко е спокойно“ (1976) – мюзикъл от Любен Попов, реж. Лиляна Пенчева
- „Вражалец“ (1976) – мюзикъл, сц. Рашко Стойчев по едноименната комедия на Ст. Л. Костов, реж. Хачо Бояджиев
- „Вълшебникът Елин Пелин“ (1976) – по произведения на Елин Пелин, сц. Румяна Узунова, реж. Ангелина Делкова
- „Зех тъ, Радке, зех тъ!“ (1976) – по комедията „Михал Мишкоед“ на Сава Доброплодни, сц. и реж. Хачо Бояджиев
- „Един прекрасен ден“ (1976) – от Васил Цонев, реж. Любен Морчев
- „Любов необяснима“ (1976) (от Недялко Йорданов, реж. Недялко Йорданов)
- „Орденът“ (1976) – по Елин Пелин, сц. Любен Морчев, реж. Любен Морчев
- „Сто години самота“ (1976) – драматизация по откъси от едноименната книга на Габриел Гарсия Маркес, сц. и реж. Ангел Вълчанов
- „Феодалът“ (1976) – от Карло Голдони, реж. Павел Павлов
- „Левски“ (1977) – от Васил Мирчовски, реж. Гертруда Луканова
- „Табакера 18 карата“ (1977) – от Никола Русев, реж. Любен Морчев
- „Чуждата жена и мъжът под кревата“ (сц. Асен Траянов по едноименния разказ на Фьодор Достоевски, реж. Мирослав Стоянов)
- „Макбет“ (1978) – по Уилям Шекспир, реж. Хачо Бояджиев
- „Призраци“ (1978)
- „Страстната неделя“ (1978) – от Павел Павлов, реж. Павел Павлов
- „Харолд и Мод“ (1978) – по пиесата на Колин Хигинс, реж. Хачо Бояджиев
- „Чудаци“ (1978)
- „Арсеник и стара дантела“ (1979) – от Джоузеф Кесълринг, реж. Асен Траянов
- „Елин Пелин се смее“ (1979)
- „Игра с диаманти“ (1979) – по мотиви от Едуардо Мане, реж. Хачо Бояджиев
- „История на отживялото живуркане“ (1979) – реж. Иля Велчев
- „Краят остава за вас“ (1979) – от Георги Данаилов, реж. Роксена Кирчева
- „Обличането на Венера“ (1979) – от Добри Жотев, реж. Иля Велчев
- „Шлагери“ (1979)
- „Милионерът“ – по Йордан Йовков, реж. Младен Младенов
- „Паметник“ (1980)
- „Раждането на свободата“ (1980) – от Пелин Пелинов, реж. Асен Траянов
- „Светослав Тертер“ (1980) – по едноименния роман на Иван Вазов, сц. и реж. Ангел Вълчанов
- „Прекрасната свинарка“ (1980) – по Марти Ларне, реж. Павел Павлов
- „Фантазия за Веласкес“ (1980) – от С. Валехо
- „Буря в тихо време“ (1981) – от Кирил Василев, реж. Асен Траянов
- „Вестникар ли ?“ (1981) – по Иван Вазов, реж. Асен Траянов
- „Дон Жуан или любовта към геометрията“ (1981) – от Макс Фриш, реж. Светлана Пейчева
- „Женско царство“ (1981) – по Ст. Л. Костов, сц. Георги Милошев, реж. Нина Минкова
- „Житейските проблеми на Буба“ (1981) – сц. Свобода Бъчварова
- „Златното покритие“ (1981) – от Драгомир Асенов, реж. Димитрина Гюрова и Николай Савов
- „Лукреция Борджия“ (1981) – от Виктор Юго, реж. Павел Павлов
- „Мамино детенце“ (1981) – мюзикъл по Любен Каравелов (за деца)
- „Разпилени срещи“ (1981) – от Мария Динкова, реж. Алберт Анжел
- „Търси се шмекер“ (1981) – от Димитриус Псатас, реж. Магда Каменова
- „Донаборник“ (1982) – от Денис Ив. Фонвизин, реж. Алберт Анжел
- „Дяволската опашка“ (1982)
- „Есенна градина“ (1982)
- „Изгубеното писмо“ (1982) – от Йон Караджале, реж. Нина Минкова
- „Йосиф и Мария“ (1982)
- „Ковачи на мълнии“ (1982) – от Иван Пейчев, реж. Магда Каменова
- „Майстори“ (1982) – от Рачо Стоянов
- „Милият лъжец“ (1982) – от Джером Килти
- „Момчето, от което вдигнаха ръце“ (1982) – мюзикъл за деца от Катя Воденичарова и Димитър Вълчев, реж. Павел Павлов
- „Насаме с всички“ (1982) – от Ал. Гелман
- „Незабравими дни“ (1982) – от Лозан Стрелков
- „Опасният завой“ (1982) – от Джон Пристли, реж. Георги Аврамов
- „Още нещо за жената“ (1982)
- „Подслушан разговор“ (1982) – от Иван Остриков, реж. Милен Гетов
- „Разплатата“ (1982) – от Алфред дьо Вини, реж. Павел Павлов
- „Свои хора сме, ще се спогодим“ (1982) – от Александър Островски
- „Спокойствие“ (1982) – от Младен Денев, реж. Асен Траянов
- „Старчето и стрелата“ (1982) – от Никола Русев, реж. Орфей Цоков
- „Увлечението“ (1982) – от Алфред дьо Мюсне, реж. Павел Павлов
- „Хъшове“ (1982) – по Иван Вазов, реж. Димитрина Гюрова и Николай Савов
- „Ювиги хан“ (1982) – от Рангел Игнатов
- „Каменният гост“ (1983) – от А. С. Пушкин, реж. Павел Павлов
- „Съдията и жълтата роза“ (1983) – сц. Георги Данаилов по едноименната му пиеса, реж. Маргарита Младенова
- „Безумният Журден“ (1984) – по едноименната пиеса на Михаил Булгаков и мотиви от Молиер, реж. Магда Каменова
- „Всяка есенна вечер“ (1984) – от Иван Пейчев, реж. Андрей Аврамов
- „Вълните на морето и на любовта“ (1984) – от Грилпарцер, реж. Асен Траянов
- „Дом за утре“ (1984) – от Младен Денев, реж. Асен Траянов
- „Егмонт“ (1984) – от Гьоте, реж. Асен Траянов
- „Змейова сватба“ (1984) – от П. Ю. Тодоров, реж. Вили Цанков
- „Камбани“ (1984) – от Генадий Мамлин, реж. Нина Минкова
- „Клопка“ (1984) – от Димитър Начев, реж. Димитрина Гюрова и Николай Савов
- „Мъжът с пъстрия костюм“ (1984) – по Арди Лийвес, реж. Кирил Стоянов
- „Надморска височина“ (1984) – от Емил Марков, реж. Орфей Цоков
- „Насаме с всички“ (1984) – от Ал. Гелман, реж. Нина Минкова
- „Последната възможност“ (1984) – сц. и реж. Иля Велчев
- „Процесът Стамболийски“ (1984) – от Пелин Пелинов
- „Разбойник“ (1984) – от Карел Чапек
- „Рози за доктор Шомов“ (1984) – от Драгомир Асенов, реж. Димитрина Гюрова и Николай Савов (III реализация)
- „С вкус на горена захар“ (1984) – от Божидара Цекова, сц. Роксена Кирчева, реж. Асен Траянов
- „Строшената делва“ (1984) – от Хайнрих фон Клайст, реж. Пламен Павлов
- „Три миниатюри“ (1984) – от Виктор Розов
- „Ужасни родители“ (1984) – от Жан Кокто, реж. Катерина Мавро
- „Царска милост“ (1984)
- „Чичовци“ (1984) – по Иван Вазов, реж. Асен Траянов
- „Чуждото дете“ (1984) – от В. Шкваркин, реж. Асен Траянов
- „Щурци в студено време“ (1984) – от Георги Крумов, реж. Магда Каменова
- „Веселите музиканти“ (1985)
- „Зелената брадавица“ (1985) – от Никола Русев
- „Интермедии“ (1985) – миниатюри по Сервантес, реж. Нина Минкова
- „Историята на един кон (Холстомер)“ (1985) – от Лев Толстой, сц. Брагински и Рязанов, реж. Вили Цанков
- „Кариера“ (1985) – сц. Евгени Тодоров, реж. Александър Раковски
- „Кучета“ (1985) – от Николай Хайтов, реж. Петър Янков
- „Маестрото“ (1985) – от З. Сковронски, реж. Алберт Анжел
- „Меден месец“ (1985) – от Н. Никофоров, реж. Магда Каменова
- „Недоразумението“ (1985) – от Албер Камю, реж. Алберт Анжел
- „О кей“ (1985) – от И. Чокрон, реж. Алберт Анжел
- „Под манастирската лоза“ (1985) – по Елин Пелин
- „Прах в очите“ (1985) – от Йожен Лабиш, реж. Асен Траянов
- „Произшествието“ (1985)
- „С чужди – драг, вкъщи – враг“ (1985) – по Иван Вазов, реж. Павел Павлов
- „Свободно място във влака“ (1985) (от Стефан Стайчев, реж. Йордан Джумалиев)
- „След сезона“ (1985) – от Д. Начев, реж. Андрей Калудов
- „Смъртта на търговския пътник“ (1985) – сц. Антон Антонов-Тонич по пиесата на Артър Милър, реж. Магда Каменова
- „Съединението“ (1985) – от Пелин Пелинов, реж. Асен Траянов
- „Чаша вода или причините и следствията“ (1985) – от Йожен Скриб, реж. Асен Траянов
- „Борислав“ (1986) – от Иван Вазов, реж. Нина Минкова
- „Два картофа и шише лимонада“ (1986) – сц. Катя Воденичарова по приказката „Голямата разбойническа приказка“ на Карел Чапек, реж. Павел Павлов (за деца)
- „Затворникът от Второ авеню“ (1986) – от Нийл Саймън, реж. Павел Кюльовски
- „Кабинетна история“ (1986) – от Рустам Ибрахимбеков, реж. Димитрина Гюрова
- „Каин и Магьосникът“ (1986) – от Камен Зидаров, реж. Александър Попов
- „Мадам Сан Жен“ (1986) – от Викториен Сарду, реж. Павел Павлов
- „Пълнолуние“ (1986) – от Юлиу Едлис, реж. Андрей Калудов
- „Пълнолуние без край“ (1986) – от Панчо Панчев, реж. Павел Кюльовски
- „Руска“ (1986) – от Иван Вазов, реж. Нина Минкова
- „Свекърва“ (1986) – по Антон Страшимиров, тв. адаптация и реж. Павел Павлов
- „Службогонци“ (1986) – от Иван Вазов, реж. Коста Наумов
- „Соло за биещ часовник“ (1986) – от О. Захрадник
- „Стихийно бедствие“ (1986) – от Вл. Константинов и Б. Рацер, реж. Милен Гетов и Георги Костов
- „Стълбата“ (1986) – от Самуел Альошин, реж. Чавдар Савов
- „Телеграма“ (1986) – от Пелин Пелинов, реж. Емил Капудалиев
- „Точна диагноза“ (1986) – от М. Чернев, реж. Александър Раковски
- „Албена“ (1987) – от Йордан Йовков, реж. Александър Попов
- „Ах, този вуйчо“ (1987) – мюзикъл, сц. Любен Попов, реж. Георги Аврамов
- „В полите на Витоша“ (1987) – от П. К. Яворов, реж. Магда Каменова
- „Великото чудо“ (1987) – от Н. Георгиев по В. Парал
- „Гарвани“ (1987) – от А. Бек, реж. Вили Цанков
- „Главният редактор“ (1987) – от И. Барах и О. Ситник, реж. Чавдар Савов
- „Гнездото на глухаря“ (1987) – от В. Розов, реж. Димитрина Гюрова
- „Години на странстване“ (1987) – от Алексей Арбузов, реж. Василий Давидчук
- „Грабеж“ (1987) – от Г. Горин, реж. Асен Траянов
- „Да отгледаш кукувица“ (1987) – по едноименната повест на Дико Фучеджиев, сц. и реж. Иван Рачев
- „Двама на люлката“ (1987) – адаптация на пиесата на Уилям Гибсън, реж. Чавдар Савов
- „Добро и ръци“ (1987) – от Константин Дуфев, реж. Георги Аврамов
- „Избраникът на съдбата“ (1987) – от Бърнард Шоу, реж. Маргарита Вълкова
- „Йоан Кукузел“ (1987) – от Д. Димитрова, реж. Иван Рачев
- „Маневра за отплаване“ (1987) – от К. Дренски, реж. Павел Кюльовски
- „Мерцедес за продан“ (1987) – от Венцислав Кулев, реж. Александър Раковски
- „Метежни сенки“ (1987) – от М. Гинев, реж. Александър Раковски
- „Морската болест“ (1987) – по Ст. Л. Костов, реж. Павел Павлов
- „Обратно пътуване“ (1987) – от Й. Милев, реж. Нина Минкова
- „Последният посетител“ (1987) – от Вл. Дозорцев, реж. Благой Стратев
- „Представянето на комедията „Г-н Мортагон“ по Иван Вазов и Константин Величков в Пловдивския театър „Люксембург“ 1883 г. (1987) – документално-историческа пиеса от Пелин Пелинов, реж. Асен“ Траянов
- „Приказка за еди-кой си“ (1987) – сц. Катя Воденичарова по приказката „Голямата пощенска приказка“ на Карел Чапек, реж. Павел Павлов (за деца)
- „Прозорецът“ (1987) – от Е. Роблес, реж. Павел Павлов
- „Ветрилото на лейди Уиндърмир“ (1988) – от Оскар Уайлд, реж. Георги Аврамов
- „Години на странстване“ (1988) – от А. Арбузов, реж. Василий Давидчук
- „Гълъб за сърдечни послания“ (1988) – от Неда Антонова, реж. Александър Раковски
- „Два погледа от един кабинет“ (1988) – от Ф. Бурлацки, реж. Чавдар Савов
- „Делото „Опенхаймер“ (1988) – от Хайнрих Кипхарт, реж. Андрей Аврамов
- „Жур на пясъка“ (1988) – от З. Калоч, реж. Павел Кюльовски
- „Милионерът“ (1988) – от Йордан Йовков, реж. Павел Павлов
- „Нора“ (1988)
- „Обратен удар“ (1988) – от Д. Василев, реж. Магда Каменова
- „Племенникът“ (1988) – от П. Панчев, реж. Димитър Аврамов
- „Призраци“ (1988) – от Хенрик Ибсен, реж. Димитрина Гюрова
- „Разплата“ (1988)
- „Реабилитация“ (1988) – E. Тодоров, реж. Александър Раковски
- „Ревизия“ (1988) – от Борис Рабкин, реж. Андрей Калудов
- „Ревизорски уроци“ (1988) – от Р. Михайлов, реж. Иван Рачев
- „Сказание за хан Аспарух, княз Слав и жреца Терес“ (1988) – от Антон Дончев, реж. Асен Траянов
- „Съдии на самите себе си“ (1988) – от Колю Георгиев, реж. Димитрина Гюрова и Николай Савов
- „Черни очи за случайни срещи“ (1988) – от Любомир Пеевски, реж. Чавдар Савов
- „Чудото на св. Антоний“ (1988) – от М. Метерлинк, реж. Уляна Матева
- „Виновно време“ (1989) – от Марко Семов, реж. Хараламби Младенов
- „Времето, което ни разделя“ (1989) – от Руденко Йорданов, реж. Иван Рачев
- „Диоген“ (1989) – сц. Борис Рацер и Владимир Константинов, реж. Хачо Бояджиев
- „Житие и страдание грешнаго Софрония“ (1989) – от Н. Георгиев и Н. Ралчева, реж. Николай Георгиев
- „Забравен ключ“ (1989) – от Анна Родионова, реж. Теофана Преславска
- „Имитаторът“ (1989) – от Родолфо Усигли, реж. Вили Цанков
- „Квартет“ (1989) – от Любен Лолов, реж. Нина Минкова
- „Километри“ (1989) – от Кева Апостолова, реж. Иван Рачев
- „Коловоз“ (1989) – от Владимир Арро, реж. Димитрина Гюрова и Николай Савов
- „Краят на света“ (1989) – от Артър Копит, реж. Александър Раковски
- „Новото пристанище“ (1989) – по едноименната сатира на Ст. Л. Костов, реж. Емил Капудалиев
- „Обратно към небето“ (1989) – от Цветана Нинова по мотиви от романа „Южна поща“ на Антоан дьо Сент Екзюпери, реж. Павел Павлов
- „Разсед“ (1989) – от Димитър Начев, реж. Андрей Калудов
- „Римска баня“ (1989) – сц. Станислав Стратиев по едноименната си пиеса, реж. Уляна Матева
- „Учителят“ (1989) – по пиесата на Ст. Л. Костов, реж. Емил Капудалиев
- „Фарисеи“ (1989) – от Димитрис Псатас, реж. Павел Кюльовски
- „Център на кръга“ (1989) – от Димитър Начев, реж. Магда Каменова
- „Вечер“ (1990) – от Алексей Дударев, реж. Димитрина Гюрова
- „Давид и Голиат“ (1990) – от Пелин Пелинов, реж. Павел Кюльовски
- „Дръзко поведение“ (1990) – от Светослав Мичев, реж. Димитър Митев
- „Жребий“ (1990) – от Васил Пекунов, реж. Орфей Цоков
- „Зимно разписание“ (1990) – от Димитър Начев, реж. Магда Каменова
- „Крадецът на тролейбуси“ (1990) – от Георги Данаилов, реж. Петър Бакалов
- „Театърът по времето на Нерон и Сенека“ (1990) – от Едвард Радзински, реж. Венелин Цанков
- „Чисто нови момчета“ (1990) – от Дончо Цончев, реж. Васил Мирчев
- „Вампир“ (1991) – по пиесата на Антон Страшимиров, сц. и реж. Павел Павлов
- „Невяста Боряна“ (1991) – от П. Ю. Тодоров, реж. Вили Цанков
- „Авантюра“ (1992) – сц. Рада Москова, реж. Румяна Петкова
- „Любов в четвъртото измерение“ (1992) – по хумористичния разказ на Уди Алън, реж. Димитър Шарков
- „Прерия“ (1992) – сц. Борис Априлов, реж. Петко Радилов
- „Спирка последна“ (1992) – сц. Христо Бойчев, реж. Петко Радилов
- „Страшният съд“ (1992) – от Стефан Цанев, реж. Андрей Калудов
- „Часът на моето убийство“ (1992) – сц. Христо Даскалов, реж. Николай Георгиев
- „Пленникът от Трикери“ (1993) – по едноименната пиеса на Константин Мутафов, сц. и реж. Недялко Делчев
- „Старомодни бижута“ (1993) – сц. Рада Москова, реж. Павел Павлов
- „Игра на челик“ (1994) – сц. Яна Добрева, реж. Пламен Масларов
- „Ханът между Черното и Бялото море“ (1994) – тв адаптация на книгата „Забравените от небето“ на Екатерина Томова, сц. Маргарит Минков, реж. Димитър Шарков
- „Далила“ (1995) – по пиесата на Владимир Мусаков, реж. Вили Цанков
- „Змейно“ (1995) – по идилиите на П. Ю. Тодоров, сц. и реж. Димитър Шарков
- „Повод за убийство“ (1995) – сц. и реж. Иля Велчев
- „Горски дух“ (1996) – по разказа на Николай Хайтов, реж. Димитър Шарков
- „Еленово царство“ (1996) – по пиесата на Георги Райчев, реж. Вили Цанков
- „Зелен таралеж“ (1996) – мюзикъл по Йордан Радичков, реж. Димитър Шарков
- „Платено милосърдие“ (1996) – по пиесата на Кшищов Зануси и Едуард Жебровски, реж. Георги Дюлгеров
- „Ревека“ (1996) – по Антон Страшимиров, реж. Гриша Островски
- „Чудо“ (1996) – сц. Иван Радоев, реж. Леон Даниел, тв. адаптация Георги Йорданов
- „Гнездото“ (1997) – сц. Йордан Радичков по произведението си „Мюре“, реж. Димитър Шарков
- „Лазарица“ (1998) – сц. Рангел Вълчанов по едноименната пиеса на Йордан Радичков, реж. Юлия Огнянова
- „Самият човек“ (2000) – по текстове на Андрей Платонов
- „Двубой“ (2002) – мюзикъл по пиесата на Иван Вазов, реж. Димитър Шарков
- „Вчерашни целувки“ (2003) – сц. Юрий Дачев по автобиографичната книга „Герой на мегдана“ от Стоянка Мутафова, реж. Бина Харалампиева
- „Тайната вечеря на дякона Левски“ (2003) – по едноименната пиеса на Стефан Цанев, реж. Димитър Шарков
- „Братът на Бай Ганя“ (2004) – мюзикъл, сц. Ивайло Вълчев, Тошко Йорданов, Николай Русакиев, реж. Хачо Бояджиев
- „Майстора и Маргарита“ (2006) – по едноименния роман на Михаил Булгаков, сц. Теди Москов
- „Нощта на кардинала“ (2006) – по пиесата на Петър Маринков, сц. и реж. Владилен Александров
- „Последният живот“ (2006) – по едноименния разказ на Кънчо Атанасов, реж. Христо Христов
- „Вишнева градина“ (2010) – тв постановка Крикор Азарян, адаптация Дамян Петров